# Freisitz Weinberg

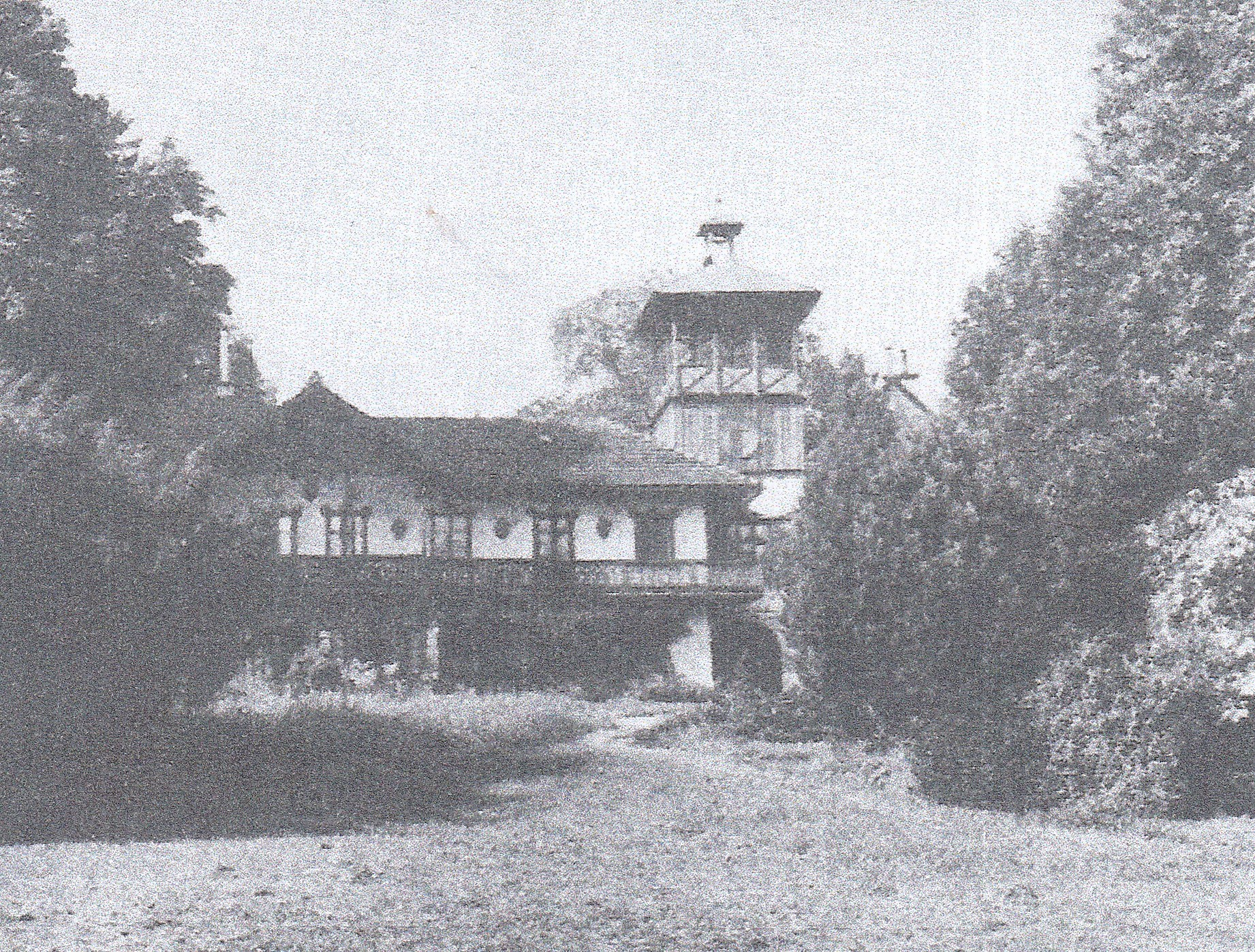
Villa Weinberg, aus Spitzbart, Gmunden ......, S. 82

Der Freisitz Weinberg liegt im Ortsteil Traundorf der Stadt Gmunden im Bezirk Gmunden von Oberösterreich (Georgstraße 30).
Traundorf gehörte zur Herrschaft Ort. Urkundlich wird Traundorf erstmals 1340 erwähnt. Zwischen Traundorf und Gmunden bestanden jahrzehntelang Spannungen, da die Traundorfer die Privilegien der Stadt Gmunden missachteten. Diese konnten erst bereinigt werden, als Traundorf 1603 erstmals und 1637 endgültig in den Burgfrieden von Gmunden eingegliedert wurde. Auch der Freisitz Weinberg war ursprünglich nicht der städtischen Gerichtsbarkeit unterworfen und von jeglicher Steuerleistung befreit.
Die Entstehungszeit des ehemaligen Freisitz Weinberg (Traundorf 66) sowie der Name seines Erbauers sind  nicht überliefert. Die erste Nennung von Weinberg als adeliger Freisitz war im Jahr 1642. Damals verkaufte Johann Georg Wankhammer, dem auch der nebenliegende Freisitz Moos gehörte, den Freisitz an den Inhaber von Schloss Mühlgrub, Johann Baptist Fasolt. Von diesem kam Weinberg an seinen Stiefsohn Hans Adam von Kaschnitz, in dessen Familie der Freisitz bis 1784 verblieb. Hans Adam sowie alle seine Nachkommen erscheinen von da an als Kaschnitz zum (von) Weinberg. Die Kaschnitz selbst sind ein seit dem 16. Jahrhundert in Gmunden nachgewiesenes Adelsgeschlecht, das sich während der Bauernaufstände als besonders treu erwiesen hatte. Im Jahre 1564 wurde der adelige Herr Kaschnitz, auch Khaschnitz und Käschnitz genannt, in landesfürstlichen Diensten beim Maut- und Salzwesen bestellt, und die Kaschnitz sind ein Ratsgeschlecht der Stadt Gmunden.
1775 wird der Freisitz ein Raub der Flammen und der damalige Besitzer Anton Valentin von Kaschitz baut ihn völlig neu wieder auf. Weinberg hat danach viele Besitzer erlebt, unter anderem Graf Schmidegg. 1913 erwarb es Herzog Ernst August (II.) von Cumberland und ließ das ursprüngliche Landhaus zu seinem herzoglichen Wohnsitz umbauen. Er übersiedelte 1919 dorthin. 1933 zog die Herzogsfamilie zurück in Stammschloss Blankenburg im Harz.
Die Villa Weinberg wurde 1972 abgerissen. An ihrer Stelle befindet sich heute der „Weinberghof“ (Bezirksaltenheim, Georgstraße 30 – bis zum Abriss: Georgstraße 28).
Der Name „Weinberg“ erinnert an den früher hier vorhandenen Weinberg (siehe auch Straßenbezeichnung „Am Weinberg“).